# Province de Caranavi
La province de Caranavi est une des 20 provinces du département de La Paz en Bolivie.
En 2001, il y avait 51 153 habitants sur 3 400 km² .
Cette province constitue la partie basse des Yungas Paceñas, vallées tropicales du piémont amazonien. On y produit du riz du café du thé et des fruits. L'ouverture de la route vers le Beni (Rurrenabaque) en 1979 a modifié le caractère rural de la ville de Caranavi. A quelques kilomètres au Nord, la zone aurifère de Tipuani fut longtemps le "Far West" bolivien .Cette zone sauvage a été l'inspiration du roman de Jorge Salazar Mostajo "Zarabaya" . Dans les années 1970, cette région fut enfin un "foco" révolutionnaire de courte durée.

## Liste des Municipalités
Il n'y a qu'une municipalité dans cette province :
- Caranavi